# Championnat de Belgique de football de deuxième division 1925-1926
Navigation
saison précédente saison suivante
Cette page présente la douzième édition du championnat  Promotion (D2) belge. La fin de ce championnat marque un tournant dans l'histoire des compétitions nationales belges de football, avec la création d'un troisième niveau national.
Le championnat respecte le même schéma que les éditions précédentes. Les clubs sont répartis en deux groupes de 14 équipes. Le champion de chaque série et le vainqueur d'un test-match entre les deuxièmes sont promus.
La Fédération belge de football apporte un important changement dans l'organisation de sa hiérarchie, avec la création d'un troisième niveau national à partir de la saison suivante.
Pour la saison suivante, le 3e niveau hérite de l'appellation "Promotion" alors que le 2e est rebaptisé "Division 1" et retrouvera le principe d'une série unique de 14 clubs. L'élite nationale conservera son nom de Division d'Honneur.
Afin de composer la nouvelle "Promotion (D3)", il est décidé que les 7 derniers de chacune des séries de la saison 1925-1926 de Promotion (D2) glissent un étage plus bas où ils sont rejoints par 28 promus des séries provinciales.
Deux fondateurs du Championnat de Belgique, en 1895, tremblent durant toute la saison. Si le R. FC Liégeois parvient à se maintenir au 2e niveau, le R. Léopold CB recule d'un cran dans la hiérarchie.
En haut des tableaux, le R. Racing CB et le FC Malinois reprennent leur place parmi l'élite, perdue douze mois plus tôt. Au prix de deux test-matches remportés, le CS La Forestoise barre finalement la route du Boom FC pour découvrir l'élite.

## Clubs participants
Vingt-huit clubs prennent part à cette édition, soit le même nombre que lors de la saison précédente. Les clubs sront répartis en deux séries de 14 équipes.

### Série A
| #  | Nom                                | Mat. | Ville        | Stades                | En D2 depuis    | Total en D2 | S. précédente      |
| -- | ---------------------------------- | ---- | ------------ | --------------------- | --------------- | ----------- | ------------------ |
| 1  | Royal Racing Club de Bruxelles     | 6    | Uccle        | stade du Vivier d'Oie | 1925-1926 (1re) | 1 saison    | Div. d'Honneur 12e |
| 2  | White Star Woluwe Athletic Club    | 47   | Woluwe-St-L. | rue de Kelle          | 1925-1926 (1re) | 3 saisons   | Div. d'Honneur 14e |
| 3  | Stade Louvaniste                   | 18   | Louvain      | ??                    | 1909-1910 (12e) | 12 saisons  | 6e Série A         |
| 4  | Saint-Ignace Sporting Club Anvers  | 29   | Deurne       | ??                    | 1923-1924 (3e)  | 3 saisons   | 3e Série B         |
| 5  | Voetbal Vereeniging Oude God Sport | 68   | Mortsel      | ??                    | 1923-1924 (3e)  | 3 saisons   | 4e Série A         |
| 6  | Association Sportive Renaisienne   | 38   | Renaix       | avenue du 4 mars      | 1923-1924 (3e)  | 3 saisons   | 9e Série B         |
| 7  | Cercle Sportif La Forestoise       | 51   | Forest       | ??                    | 1923-1924 (3e)  | 4 saisons   | 5e Série B         |
| 8  | Football Club Sérésien             | 17   | Seraing      | stade du Pairay       | 1924-1925 (2e)  | 2 saisons   | 8e Série A         |
| 9  | Excelsior Sporting Club Bruxelles  | 20   | Bruxelles    | ??                    | 1924-1925 (2e)  | 3 saisons   | 10e Série A        |
| 10 | Courtrai Sports                    | 19   | Courtrai     | ??                    | 1924-1925 (2e)  | 8 saisons   | 7e Série B         |
| 11 | Skill Racing Union                 | 34   | Verviers     | ??                    | 1925-1926 (1re) | 2 saisons   | Séries inf.        |
| 12 | Racing Club Vottem                 | 279  | Vottem       | ??                    | 1925-1926 (1re) | 1 saison    | Séries inf.        |
| 13 | Football Club Turnhout             | 148  | Turnhout     | ??                    | 1925-1926 (1re) | 1 saison    | Séries inf.        |
| 14 | Union Sportive Tournaisienne       | 26   | Tournai      | stade Gaston Hortlait | 1925-1926 (1re) | 6 saisons   | Séries inf.        |

### Localisation Série A
| \| Bruxelles · R. Racing CB · Excelsior SC · White Star AC · CS La Forestoise Liège · FC Sérésien · + · RC Vottem Oude God St-Ignace SC Turnhout Bruxelles Louvain Liège SRU Verviers AS Renaisienne Courtrai Sp. US Tournaisienne \| Localisation des clubs engagés en « Promotion - Série A 1925-1926 » |
| Bruxelles · R. Racing CB · Excelsior SC · White Star AC · CS La Forestoise Liège · FC Sérésien · + · RC Vottem Oude God St-Ignace SC Turnhout Bruxelles Louvain Liège SRU Verviers AS Renaisienne Courtrai Sp. US Tournaisienne                                                                           |

### Série B
| #  | Nom                                  | Mat. | Ville    | Stades                        | En D2 depuis    | Total en D2 | S. précédente      |
| -- | ------------------------------------ | ---- | -------- | ----------------------------- | --------------- | ----------- | ------------------ |
| 1  | Football Club Malinois               | 25   | Malines  | Achter de Kazerne             | 1925-1926 (1re) | 10 saisons  | Div. d'Honneur 13e |
| 2  | Royal Football Club Liégeois         | 4    | Rocourt  | stade Vélodrome               | 1924-1925 (2e)  | 9 saisons   | 3e Série A         |
| 3  | Uccle Sport                          | 15   | Uccle    | chaussée de Neerstalle        | 1923-1924 (3e)  | 8 saisons   | 4e Série B         |
| 4  | Royal Léopold Club de Bruxelles      | 5    | Uccle    | Parc Brugmann                 | 1919-1920 (7e)  | 7 saisons   | 6e Série B         |
| 5  | Lyra Turn en Sportvereniging         | 52   | Lierre   | Lyrastadion, Mechelsesteenweg | 1913-1914 (8e)  | 8 saisons   | 7e Série A         |
| 6  | Liersche Sportkring                  | 30   | Lierre   | Lispersteenweg                | 1921-1922 (5e)  | 5 saisons   | 2e Série B         |
| 7  | Association Sportive Ostendaise      | 53   | Ostende  | Albertpark                    | 1922-1923 (4e)  | 4 saisons   | 9e Série A         |
| 8  | Association Sportive Herstalienne    | 82   | Herstal  | ??                            | 1922-1923 (4e)  | 4 saisons   | 5e Série A         |
| 9  | Société Royale Dolhain Football Club | 9    | Dolhain  | La Bêverie                    | 1923-1924 (3e)  | 3 saisons   | 10e Série B        |
| 10 | Boom Football Club                   | 58   | Boom     | ??                            | 1924-1925 (2e)  | 3 saisons   | 8e Série B         |
| 11 | Cercle Sportif Tongrois              | 73   | Tongres  | ??                            | 1925-1926 (1re) | 1 saison    | Séries inf.        |
| 12 | Albert Elisabeth Club Mons           | 44   | Mons     | rue du Tir                    | 1925-1926 (1re) | 4 saisons   | Séries inf.        |
| 13 | Vanneste Genootschap Oostende        | 31   | Ostende  | ??                            | 1925-1926 (1re) | 1 saison    | Séries inf.        |
| 14 | Vilvorde Football Club               | 49   | Vilvorde | ??                            | 1925-1926 (1re) | 2 saisons   | Séries inf.        |

### Localisation Série B
| \| Bruxelles · R. Léopold CB · Uccle Sport Liège · FC Liègeois · AS Herstalienne AS Ostendaise VG Oostende Liersche SK Lyra Boom FC FC Malinois Bruxelles Vilvorde AEC Mons CS Tongrois Liège Dolhain FC \| Localisation des clubs engagés en « Promotion - Série B 1925-1926 » |
| Bruxelles · R. Léopold CB · Uccle Sport Liège · FC Liègeois · AS Herstalienne AS Ostendaise VG Oostende Liersche SK Lyra Boom FC FC Malinois Bruxelles Vilvorde AEC Mons CS Tongrois Liège Dolhain FC                                                                           |

### Localisation des clubs bruxellois
Les 6 cercles bruxellois sont :
Excelsior SC (A)
(8) CS La Forestoise (A)
(9) Uccle Sport (B)
(10) R. Racing CB (A)
(14) White Star AC (A)
(23) R. Léopold CB (B)

### Localisation des clubs liégeois + Herstal
Les 4 cercles liégeois sont :
(1) FC Liégeois (A)
(9) FC Sérésien (B)
RC Vottem (B)
+
(13) AS Herstalienne (A)

## Classements
- Le nom des clubs est celui employé à l'époque

Légende
- Champion & Promu en Division d'Honneur
- 3e montant en Division d'Honneur
- clubs devant jouer un test-match pour l'attribution du titre d'une série et/ou d'une place montante en Division d'Honneur
- Barrages de maintien
- Relégation en Promotion (D3)

Abréviations
 : Relégué de Division d'Honneur 1924-1925

 : Promus des séries inférieures depuis la saison précédente 

### Promotion A
| Rang | Équipe               | Pts | J  | G  | N | P  | Bp | Bc | Diff |
| ---- | -------------------- | --- | -- | -- | - | -- | -- | -- | ---- |
| 1    | R. RACING CB         | 45  | 26 | 20 | 5 | 1  | 96 | 22 | +74  |
| 2    | CS La Forestoise     | 38  | 26 | 18 | 2 | 6  | 71 | 47 | +24  |
| 3    | FC Turnhout          | 38  | 26 | 17 | 4 | 5  | 88 | 31 | +57  |
| 4    | White Star Woluwe AC | 30  | 26 | 13 | 4 | 9  | 54 | 40 | +14  |
| 5    | St-Ignace SC Anvers  | 29  | 26 | 13 | 3 | 10 | 83 | 57 | +26  |
| 6    | VV Oude God Sport    | 29  | 26 | 11 | 7 | 8  | 52 | 46 | +6   |
| 7    | Skill Racing Union   | 27  | 26 | 11 | 5 | 10 | 50 | 53 | -3   |
| 8    | Stade Louvaniste     | 25  | 26 | 10 | 5 | 11 | 68 | 69 | -1   |
| 9    | Courtrai Sport       | 25  | 26 | 11 | 3 | 12 | 47 | 48 | -1   |
| 10   | AS Renaisienne       | 25  | 26 | 10 | 5 | 11 | 42 | 64 | -22  |
| 11   | FC Sérésien          | 23  | 26 | 9  | 5 | 12 | 54 | 69 | -15  |
| 12   | RC Vottem            | 17  | 26 | 7  | 3 | 16 | 39 | 81 | -42  |
| 13   | Excelsior SC         | 7   | 26 | 3  | 1 | 22 | 36 | 86 | -50  |
| 14   | US Tournaisienne     | 6   | 26 | 2  | 2 | 22 | 27 | 94 | -67  |

### Promotion B
| Rang | Équipe          | Pts | J  | G  | N | P  | Bp  | Bc | Diff |
| ---- | --------------- | --- | -- | -- | - | -- | --- | -- | ---- |
| 1    | FC MALINOIS ()  | 43  | 26 | 21 | 1 | 4  | 106 | 32 | +74  |
| 2    | Boom FC         | 37  | 26 | 16 | 5 | 5  | 53  | 34 | +19  |
| 3    | Liersche SK     | 33  | 26 | 15 | 3 | 8  | 61  | 51 | +10  |
| 4    | Uccle Sport     | 32  | 26 | 14 | 4 | 8  | 80  | 57 | +23  |
| 5    | AS Herstalienne | 31  | 26 | 14 | 3 | 9  | 56  | 46 | +10  |
| 6    | R. FC Liégeois  | 30  | 26 | 11 | 8 | 7  | 64  | 36 | +28  |
| 7    | TSV Lyra        | 29  | 26 | 11 | 7 | 8  | 42  | 25 | +17  |
| 8    | CS Tongrois     | 29  | 26 | 10 | 9 | 7  | 54  | 51 | +3   |
| 9    | AS Ostendaise   | 25  | 26 | 10 | 5 | 11 | 42  | 57 | -15  |
| 10   | R. Léopold CB   | 18  | 26 | 8  | 2 | 16 | 55  | 73 | -18  |
| 11   | SR Dolhain FC   | 16  | 26 | 6  | 4 | 16 | 37  | 74 | -37  |
| 12   | AEC Mons        | 15  | 26 | 5  | 5 | 16 | 49  | 78 | -29  |
| 13   | VG Oostende     | 13  | 26 | 3  | 7 | 16 | 35  | 75 | -40  |
| 14   | Vilvorde FC     | 13  | 26 | 4  | 5 | 17 | 39  | 84 | -45  |

## Déroulement de la saison

### Résultats des rencontres - Série A
| Résultats (▼dom., ►ext.)                                   | 1 | 2 | 3 | 4 | 5 | 6 | 7 | 8 | 9 | 10 | 11 | 12 | 13 | 14 |
|                                                            |   | - | - | - | - | - | - | - | - | -  | -  | -  | -  | -  |
|                                                            | - |   | - | - | - | - | - | - | - | -  | -  | -  | -  | -  |
|                                                            | - | - |   | - | - | - | - | - | - | -  | -  | -  | -  | -  |
|                                                            | - | - | - |   | - | - | - | - | - | -  | -  | -  | -  | -  |
|                                                            | - | - | - | - |   | - | - | - | - | -  | -  | -  | -  | -  |
|                                                            | - | - | - | - | - |   | - | - | - | -  | -  | -  | -  | -  |
|                                                            | - | - | - | - | - | - |   | - | - | -  | -  | -  | -  | -  |
|                                                            | - | - | - | - | - | - | - |   | - | -  | -  | -  | -  | -  |
|                                                            | - | - | - | - | - | - | - | - |   | -  | -  | -  | -  | -  |
|                                                            | - | - | - | - | - | - | - | - | - |    | -  | -  | -  | -  |
|                                                            | - | - | - | - | - | - | - | - | - | -  |    | -  | -  | -  |
|                                                            | - | - | - | - | - | - | - | - | - | -  | -  |    | -  | -  |
|                                                            | - | - | - | - | - | - | - | - | - | -  | -  | -  |    | -  |
|                                                            | - | - | - | - | - | - | - | - | - | -  | -  | -  | -  |    |
| - Victoire à domicile - Match nul - Victoire à l'extérieur |   |   |   |   |   |   |   |   |   |    |    |    |    |    |

### Résultats des rencontres - Série B
| Résultats (▼dom., ►ext.)                                   | 1 | 2 | 3 | 4 | 5 | 6 | 7 | 8 | 9 | 10 | 11 | 12 | 13 | 14 |
|                                                            |   | - | - | - | - | - | - | - | - | -  | -  | -  | -  | -  |
|                                                            | - |   | - | - | - | - | - | - | - | -  | -  | -  | -  | -  |
|                                                            | - | - |   | - | - | - | - | - | - | -  | -  | -  | -  | -  |
|                                                            | - | - | - |   | - | - | - | - | - | -  | -  | -  | -  | -  |
|                                                            | - | - | - | - |   | - | - | - | - | -  | -  | -  | -  | -  |
|                                                            | - | - | - | - | - |   | - | - | - | -  | -  | -  | -  | -  |
|                                                            | - | - | - | - | - | - |   | - | - | -  | -  | -  | -  | -  |
|                                                            | - | - | - | - | - | - | - |   | - | -  | -  | -  | -  | -  |
|                                                            | - | - | - | - | - | - | - | - |   | -  | -  | -  | -  | -  |
|                                                            | - | - | - | - | - | - | - | - | - |    | -  | -  | -  | -  |
|                                                            | - | - | - | - | - | - | - | - | - | -  |    | -  | -  | -  |
|                                                            | - | - | - | - | - | - | - | - | - | -  | -  |    | -  | -  |
|                                                            | - | - | - | - | - | - | - | - | - | -  | -  | -  |    | -  |
|                                                            | - | - | - | - | - | - | - | - | - | -  | -  | -  | -  |    |
| - Victoire à domicile - Match nul - Victoire à l'extérieur |   |   |   |   |   |   |   |   |   |    |    |    |    |    |

### Test-match pour attribuer la2eplaceen Série A
- Cette rencontre est disputée sur le terrain de Berchem Sport.

| Date       | Équipe 1         | Équipe 2                 | Score | Remarques |
| ---------- | ---------------- | ------------------------ | ----- | --------- |
| 23/05/1926 | CS La Forestoise | FC Turnhout ()           | 4-2   |           |
|            | CS La Forestoise | qualifié pour le barrage |       |           |

### Test-match pour attribuer la7eplaceen Série B
- Cette rencontre est disputée sur le terrain du RC Tirlemont.

| Date       | Équipe 1    | Équipe 2             | Score | Remarques |
| ---------- | ----------- | -------------------- | ----- | --------- |
| 23/05/1926 | TSV Lyra    | CS Tongrois          | 2-0   |           |
|            | CS Tongrois | Relégué au 3e niveau |       |           |

### Barrage pour désigner le3emontant
- Cette rencontre est disputée, en « aller-retour », par les équipes classées 2e de chaque série.

| Date       | Équipe 1         | Équipe 2         | Score | Remarques |
| ---------- | ---------------- | ---------------- | ----- | --------- |
| 30/05/1926 | Boom FC          | CS La Forestoise | 1-1   |           |
| 06/06/1926 | CS La Forestoise | Boom FC          | 1-0   |           |
|            | CS La Forestoise | Promu            |       |           |

### Attribution du titre de «Champion de Promotion»
Ce match a une valeur honorifique.
| Date       | Équipe 1     | Équipe 2     | Score | Remarques |
| ---------- | ------------ | ------------ | ----- | --------- |
| ??/??/1926 | R. Racing CB | FC Malinois  | ?-?   |           |
| ??/??/1926 | FC Malinois  | R. Racing CB | ?-?   |           |

Note: Apparemment il semble que d'autres "matches pour le titre" ont lieu par la suite lorsque le 2e niveau compte deux séries. Mais malhaureusement on ne retrouve pas toujours de traces fiables de ces rencontres. Le cas de figure se reproduit par la suite aux 3e puis 4e niveaux nationaux qui comptent toujours plus d'une série. Si des matches entre les champions de série sont disputés à certaines époques, le titre "d'unique" champion n'aura jamais valeur officielle et le fait de remporter une série équivaut à un titre au niveau concerné.

## Récapitulatif de la saison
- Champion A : R. Racing CB (1er titre en D2)
- Champion B : FC Malinois (1er titre en D2)
- Deuxième titre de "D2" pour la Province d'Anvers.
- Cinquième titre de "D2" pour la Province de Brabant.
- Troisième promu: CS La Forestoise.

| Région flamande (12)            | Région flamande (12) | Province de Brabant (8)      | Province de Brabant (8) | Région wallonne (8)    | Région wallonne (8) |
| ------------------------------- | -------------------- | ---------------------------- | ----------------------- | ---------------------- | ------------------- |
| Province d'Anvers               | 7                    | Région de Bruxelles-Capitale | 6                       | Province de Hainaut    | 2                   |
| Province de Flandre-Occidentale | 3                    | Province du Brabant flamand  | 2                       | Province de Liège      | 6                   |
| Province de Flandre-Orientale   | 1                    | Province du Brabant wallon   | 0                       | Province de Luxembourg | 0                   |
| Province de Limbourg            | 1                    |                              |                         | Province de Namur      | 0                   |

1. ↑  Au niveau footballistique, la province de Brabant est toujours unitaire malgré sa partition territoriale en 1995.

## Débuts en séries nationales et en "D2"
Quatre clubs jouent pour la première fois dans les séries nationales du football belge. Ils portent le nombre de clubs différents à y apparaître à 65. Le nombre de cercles ayant joués au 2e niveau national passe à 51 en raison de ces quatre nouveaux venus et de la relégation du Racing CB depuis la Division d'Honneur.
- FC Turnhout  - 13e club anversois différent en D2.
- VG Oostende  - 8e club flandrien occidental différent en D2.
- RC Vottem - 13e club liégeois différent en D2 ;
- CS Tongrois - 3e club limbourgeois différent en D2.

### Débuts en D2
Relégué depuis la Division d'Honneur, le Racing CB joue pour la première fois au 2e niveau national. Il est le 10e club brabançon à ce niveau.

## Montée / Relégation
Relégués douze mois plus tôt, le Royal Racing Club de Bruxelles et le Football Club Malinois réintègrent l'élite. Le Cercle Sportif La Forestoise les accompagne et devient le 14e club brabançon à accéder à la Division d'Honneur.

### Création du3eniveaunational
Quatorze clubs sont relégués, non pas en séries régionales, mais vers le 3e niveau national créé pour la saison suivante. Celui-ci hérite du nom de « Promotion » alors que le 2e reçoit l'appellation de « Division 1 ».
La « nouvelle » Promotion, donc désormais au 3e niveau, est prévue pour 42 clubs. Vingt-huit équipes sont donc promues depuis les séries régionales.
La répartition des clubs autorisés à composer le nouveau 3e niveau national est faite en fonction de l’importance des provinces selon le nombre de clubs affiliés à l'URBSFA. La manière employée pour désigner ces entités peut varier légèrement d'une province à l'autre, mais dans la plupart des cas, les champions des séries appelées « 2e Provinciale » sont promues. Par province, un tour final désigne le ou les autres montants.
- Clubs promus depuis les divisions inférieures en vue de la première édition du championnat de Promotion (D3) 1926-1927:
  - Les clubs en lettres italiques n’existent plus en 2012.

| Provinces                       | Nombre | Club 1               | Club 2                   | Club 3                    | Club 4        | Club 5              | Club 6      | Club 7           |
| ------------------------------- | ------ | -------------------- | ------------------------ | ------------------------- | ------------- | ------------------- | ----------- | ---------------- |
| Province de Liège               | 7      | FC Bressoux          | Stade Waremmien FC       | Spa FC                    | Fléron FC     | Racing FC Montegnée | US de Liège | Union Hutoise FC |
| Province de Brabant             | 5      | Humbeek FC           | RC Tirlemont             | Victoria FC Louvain       | CS Schaerbeek | Ixelles SC          |             |                  |
| Province d'Anvers               | 4      | SK Hoboken           | FC Wilrijk               | Tubantia AC               | Cappelen FC   |                     |             |                  |
| Province de Flandre occidentale | 3      | SV Blankenberge      | Daring Club Blankenberge | SK Roulers                |               |                     |             |                  |
| Province de Flandre orientale   | 3      | St-Niklaassche SK    | Club Renaisien           | AA Termondoise            |               |                     |             |                  |
| Province de Hainaut             | 3      | Charleroi SC         | RC Tournaisien           | Olympic Club de Charleroi |               |                     |             |                  |
| Province de Limbourg            | 1      | Excelsior FC Hasselt |                          |                           |               |                     |             |                  |
| Province de Luxembourg          | 1      | Jeunesse Arlonaise   |                          |                           |               |                     |             |                  |
| Province de Namur               | 1      | Entente Tamines      |                          |                           |               |                     |             |                  |